# Tribú de cohort
El tribú de cohort (en llatí tribunus cohortis) era un oficial de l'exèrcit romà que comandava unitats militars i també auxiliars.
En la línia de comandament d'una legió, hi trobem, des de la base fins al comandant suprem, a cinquanta-nou centurions, el de més autoritat anomenat primipilus, un tribú sexmensis, que manava la cavalleria durant sis mesos, cinc tribuns anomenats angusticlavii, que portaven a la toga una estreta franja púrpura que indicava que pertanyien a l'orde eqüestre, i cada un d'ells manava dues cohorts, un prefecte del campament, un tribú anomenat laticlavi, perquè portava una frnja ampla a la túnica, que indicava el seu rang senatorial, i finalment el legat de la legió.